# 特定看護師
特定看護師（とくていかんごし）とは、日本で導入が検討されている医療従事者の呼称。

## 概要
日本の看護師は、医師の指導の下、医療行為を行うことができるが、今後、医療の高度化や高齢化が進み、医療現場の負担が増えることが予想されているため、より高度な医療行為に携わることができるよう高い能力と実務経験を持つ看護師を特定看護師として認定しようとするもの。2011年現在、厚生労働省により検討が進められている。なお、日本医師会からは、安全性を理由に制度の導入に反対する意見が出されている。